# Ferrolaueïta
La ferrolaueïta és un mineral de la classe dels fosfats que pertany al grup de la laueïta.

## Característiques
La ferrolaueïta és un fosfat de fórmula química Fe²⁺Fe³⁺₂(PO₄)₂(OH)₂(H₂O)₆·2H₂O. Va ser aprovada com a espècie vàlida per l'Associació Mineralògica Internacional l'any 1987. Cristal·litza en el sistema triclínic. La seva duresa a l'escala de Mohs és 3.
L'exemplar que va servir per a determinar l'espècie, el que es coneix com a material tipus, es troba conservat a les col·leccions mineralògiques del departament d'història natural del Museu Reial d'Ontario, a Ontario (Canadà), amb el número d'accés: m56407.

## Formació i jaciments
Va ser descoberta als Estats Units, concretament a My Creek, dins la municipalitat d'Upper Freehold, al comtat de Monmouth (Nova Jersey). També ha estat descrita a la mina White Cap, a Dakota del Sud, també als Estats Units, així com en diversos indrets d'Alemanya i França, sent un d'aquests indrets el camp de pegmatites d'Argelers de la Marenda, a la comarca del Rosselló, a la Catalunya Nord.